# Stefan Mitrović (calciatore 2002)
Stefan Mitrović (in serbo Стефан Митровић?; Kruševac, 15 agosto 2002) è un calciatore serbo, centrocampista del Verona.

## Caratteristiche tecniche
È un'ala sinistra, ma all'occorrenza può giocare come trequartista, oppure sull'altra fascia.

## Carriera

### Club
Cresciuto nel settore giovanile del Radnički Niš, debutta in prima squadra il 23 novembre 2019 in occasione dell'incontro di Superliga perso 2-0 contro la Stella Rossa.
Il 31 gennaio 2024 è stato prelevato dal Verona. Il 23 febbraio 2024 gioca la sua prima partita in maglia gialloblu, subentrando nel match di Serie A in casa del Bologna.
Il 6 settembre 2024 viene ceduto in prestito all'OH Lovanio.

### Nazionale
Dopo aver giocato nelle nazionali giovanili serbe Under-20 ed Under-21, nel 2022 ha esordito in nazionale maggiore.

## Statistiche

### Presenze e reti nei club
Statistiche aggiornate al 7 ottobre 2024.
| Stagione            | Squadra             | Campionato          | Campionato | Campionato | Coppe nazionali | Coppe nazionali | Coppe nazionali | Coppe continentali | Coppe continentali | Coppe continentali | Altre coppe | Altre coppe | Altre coppe | Totale | Totale |
| Stagione            | Squadra             | Comp                | Pres       | Reti       | Comp            | Pres            | Reti            | Comp               | Pres               | Reti               | Comp        | Pres        | Reti        | Pres   | Reti   |
| ------------------- | ------------------- | ------------------- | ---------- | ---------- | --------------- | --------------- | --------------- | ------------------ | ------------------ | ------------------ | ----------- | ----------- | ----------- | ------ | ------ |
| 2019-2020           | Radnički Niš        | SL                  | 7          | 1          | CS              | 1               | 0               | -                  | -                  | -                  | -           | -           | -           | 8      | 1      |
| 2020-2021           | Radnički Niš        | SL                  | 13         | 2          | CS              | 1               | 0               | -                  | -                  | -                  | -           | -           | -           | 14     | 2      |
| 2021-2022           | Radnički Niš        | SL                  | 28+7       | 8+2        | CS              | 2               | 0               | -                  | -                  | -                  | -           | -           | -           | 37     | 10     |
| lug. 2022           | Radnički Niš        | SL                  | 2          | 0          | CS              | 0               | 0               | -                  | -                  | -                  | -           | -           | -           | 2      | 0      |
| Totale Radnički Niš | Totale Radnički Niš | Totale Radnički Niš | 57         | 13         |                 | 4               | 0               |                    | -                  | -                  |             | -           | -           | 61     | 13     |
| lug. 2022-2023      | Stella Rossa        | SL                  | 25+7       | 4+1        | CS              | 3               | 0               | UCL+UEL            | 3+5                | 1+2                | -           | -           | -           | 43     | 8      |
| 2023-gen. 2024      | Stella Rossa        | SL                  | 9          | 1          | CS              | 1               | 0               | UCL                | 3                  | 0                  | -           | -           | -           | 13     | 1      |
| Totale Stella Rossa | Totale Stella Rossa | Totale Stella Rossa | 41         | 6          |                 | 4               | 0               |                    | 11                 | 3                  |             | -           | -           | 56     | 9      |
| gen.-giu. 2024      | Verona              | A                   | 10         | 0          | CI              | 0               | 0               | -                  | -                  | -                  | -           | -           | -           | 10     | 0      |
| 2024-2025           | Verona              | A                   | 0          | 0          | CI              | 0               | 0               | -                  | -                  | -                  | -           | -           | -           | 0      | 0      |
| Totale Verona       | Totale Verona       | Totale Verona       | 10         | 0          |                 | 0               | 0               |                    | -                  | -                  |             | -           | -           | 10     | 0      |
| 2024-2025           | OH Lovanio          | D1                  | 26         | 2          | CB              | -               | -               |                    | -                  | -                  |             | -           | -           | 2      | 0      |
| Totale carriera     | Totale carriera     | Totale carriera     | 124        | 21         |                 | 8               | 0               |                    | 11                 | 3                  |             | -           | -           | 129    | 22     |

### Cronologia presenze e reti in nazionale
| Cronologia completa delle presenze e delle reti in nazionale ― Serbia | Cronologia completa delle presenze e delle reti in nazionale ― Serbia | Cronologia completa delle presenze e delle reti in nazionale ― Serbia | Cronologia completa delle presenze e delle reti in nazionale ― Serbia | Cronologia completa delle presenze e delle reti in nazionale ― Serbia | Cronologia completa delle presenze e delle reti in nazionale ― Serbia | Cronologia completa delle presenze e delle reti in nazionale ― Serbia | Cronologia completa delle presenze e delle reti in nazionale ― Serbia |
| Data                                                                  | Città                                                                 | In casa                                                               | Risultato                                                             | Ospiti                                                                | Competizione                                                          | Reti                                                                  | Note                                                                  |
| --------------------------------------------------------------------- | --------------------------------------------------------------------- | --------------------------------------------------------------------- | --------------------------------------------------------------------- | --------------------------------------------------------------------- | --------------------------------------------------------------------- | --------------------------------------------------------------------- | --------------------------------------------------------------------- |
| 24-9-2022                                                             | Belgrado                                                              | Serbia                                                                | 4 – 1                                                                 | Svezia                                                                | UEFA Nations League                                                   | -                                                                     | 84’                                                                   |
| 10-9-2023                                                             | Kaunas                                                                | Lituania                                                              | 1 – 3                                                                 | Serbia                                                                | Qual. Euro 2024                                                       | -                                                                     | 71’ 90+1’                                                             |
| 5-9-2024                                                              | Belgrado                                                              | Serbia                                                                | 0 – 0                                                                 | Spagna                                                                | UEFA Nations League 2024-2025 - 1º turno                              | -                                                                     | 85’                                                                   |
| 8-9-2024                                                              | Copenaghen                                                            | Danimarca                                                             | 2 – 0                                                                 | Serbia                                                                | UEFA Nations League 2024-2025 - 1º turno                              | -                                                                     | 64’ 71’                                                               |
| 20-3-2025                                                             | Vienna                                                                | Austria                                                               | 1 – 1                                                                 | Serbia                                                                | UEFA Nations League 2024-2025 - Play-off                              | -                                                                     | 46’                                                                   |
| 23-3-2025                                                             | Belgrado                                                              | Serbia                                                                | 2 – 0                                                                 | Austria                                                               | UEFA Nations League 2024-2025 - Play-off                              | -                                                                     | 46’ 86’                                                               |
| 7-6-2025                                                              | Tirana                                                                | Albania                                                               | 0 – 0                                                                 | Serbia                                                                | Qual. Mondiali 2026                                                   | -                                                                     | 69’ 80’                                                               |
| 10-6-2025                                                             | Leskovac                                                              | Serbia                                                                | 3 – 0                                                                 | Andorra                                                               | Qual. Mondiali 2026                                                   | -                                                                     | 60’                                                                   |
| Totale                                                                |                                                                       | Presenze                                                              | 8                                                                     |                                                                       | Reti                                                                  | 0                                                                     |                                                                       |

## Palmarès

### Club

#### Competizioni nazionali
- Coppa di Serbia: 1

Stella Rossa: 2022-2023
- Campionato serbo: 1

Stella Rossa: 2022-2023